# Крот Рубеан
Йоханнес Егер (нем. Johannes Jäger, также известный как Иоганн Кротус (Johann Crotus, от греч. crotus — лучник) и под латинизированными псевдонимами Крот Рубеан (Crotus Rubianus) и Venator (лат. охотник); ок. 1480, Дорнхайм (Тюрингия) — ок. 1539, Хальберштадт) — немецкий гуманист, теолог.

## Биография
Егер родился в Дорнхайме (Тюрингия), вероятно — в крестьянской семье. В 18 лет поступил в Эрфуртский университет, получил диплом бакалавра в 1500 и магистра в 1506—1508. Университетская атмосфера сделала его гуманистом и врагом схоластики. В перерывах между учением служил в монастыре в Фульде, в 1510 вернулся в монастырь старшим библиотекарем. После непродолжительного служения в Кёльне принял в Фульде священнический сан.
Около 1515—1517 Егер под именем Крот Рубеан написал бо́льшую часть остроумных «Писем тёмных людей» (лат. Epistolae Obscurorum Virorum). Сочинение, замысленное в посрамление кёльнских теологов и их приспешников, нанесло удар обскурантам-схоластам. Рубеану принадлежат наиболее едкие сатиры в составе «Писем».
В 1517—1519 Егер посетил Италию, где впервые столкнулся с учением Лютера. В 1520 Егер — ректор Эрфуртского университета, в 1521 — сторонник Лютера. Вскоре покинув университет, Егер поступил на службу к Альбрехту Гогенцоллерну в Кёнигсберге, укрепляя того в охлаждении к католичеству; Альбрехту посвящён памфлет Егера «Chirstliche Vermahnung» (1526).
Около 1530 Егер, свидетель религиозных столкновений, охладел к лютеранству и вернулся в католичество, приняв сан каноника в Бранденбурге. В своей «Апологии» (1531) Егер обвинил реформаторов в потакании общественному разгулу и нетерпимости, не ведомой католикам. Историки расходятся во мнениях относительно мотивов Егера: наиболее вероятно, что он видел в раннем лютеранстве только попытку очищения католичества, и не мог принять полный отказ от церковной традиции и открытые религиозные войны.